# Dipterocarpus turbinatus
Dipterocarpus turbinatus là một loài thực vật có hoa trong họ Dầu. Loài này được C.F.Gaertn mô tả khoa học đầu tiên năm 1805.